# Колтышев, Пётр Владимирович
Пётр Владимирович Колтышев (27 мая 1894, Ораниенбаум — 9 августа 1988, Париж) — русский офицер, капитан, участник Первой мировой и Гражданской войн. Полковник Белого движения, дроздовец. В эмиграции в Париже.

## Биография
Родился 27 мая 1894 года в Ораниенбауме, в семье подполковника. Окончил Псковский кадетский корпус и поступил в Павловское военное училище, которое окончил в 1913 году. Выпущен во 2-й Финляндский стрелковый полк, в составе которого принял участие в Первой мировой войне.
При атаке деревни Огонкен в Восточной Пруссии 7 ноября 1914 года Колтышев был тяжело ранен и временно выбыл из строя. В 1916 году занял должность старшего адъютанта в штабе 40-го армейского корпуса. В начале 1917 года был направлен на курсы при Николаевской Академии Генерального Штаба, по окончании которых Колтышева производят в капитаны и причисляют к Генеральному Штабу. По окончании курсов назначен исполняющим должность начальника штаба 2-й стрелковой дивизии.

### Гражданская война в России
В январе 1918 года на Румынском фронте записался в 1-ю Добровольческую бригаду полка М. Г. Дроздовского. В составе 3-й роты офицерского стрелкового полка этой бригады выступил 1 марта в поход из Румынии (Яссы) на Дон, одновременно исполняя должность оперативного адъютанта. В Добровольческой армии и в Вооружённых Силах Юга России — начальник штаба 3-й дивизии генерала М. Г. Дроздовского. В сентябре 1918 года назначен старшим помощником начальника оперативного отдела в Управлении генерал-квартирмейстера штаба Добровольческой армии и вскоре стал бессменным докладчиком по оперативной части при главнокомандующем ВСЮР А. И. Деникине. Оставался на этой должности до марта 1920 года. 
С отъездом Деникина за границу вернулся в строй Дроздовской дивизии — сначала рядовым в свой 1-й офицерский ген. Дроздовского полк, а затем был назначен помощником командира этого полка. Дважды тяжело ранен. С мая 1920 года — помощник коменданта Севастополя генерала Н. Н. Стогова. Находясь на излечении в Севастополе, сформировал из выздоравливающих офицеров роту, которая прикрывала посадку Русской армии на суда во время Крымской эвакуации в ноябре 1920 года.

### В эмиграции
Некоторое время после эвакуации из Крыма жил в Галлиполи и Свищеве, откуда в 1924 года переехал во Францию. Более 35 лет работал шофёром такси в Париже. Многие годы помогал А. И. Деникину — собирал материалы для «Очерков русской смуты», организовывал его публичные выступления, сопровождал в поездках в Лондон, Белград и Прагу. Был фактическим секретарём редакции газеты «Доброволец». В эмиграции П. В. Колтышев вёл активную переписку с белыми генералами — Н. Н. Стоговым, П. К. Писаревым, П. С. Махровым, Н. Н. Шиллингом.
В 1958 году он был избран в суд чести Союза российских кадетских корпусов. В 1963 году Колтышев был членом комиссии по празднованию 100-летнего юбилея Павловского училища, Во время открытия креста-памятника в честь великого князя Константина Константиновича и всех погибших кадетов на кладбище Сен-Женевьев де Буа Колтышев выступил с пространной речью.
Скончался 9 августа 1988 года. Похоронен на участке Дроздовской дивизии на русском кладбище Сент-Женевьев де Буа под Парижем. Оставил воспоминания, из которых опубликована часть, относящаяся к 1940—1941 гг.: «На страже Русской чести».

## Награды
- Орден Святой Анны 4-й ст.
- Орден Святого Станислава 3-й ст. с мечами и бантом
- Орден Святой Анны 3-й ст. с мечами и бантом
- Орден Святого Станислава 2-й ст. с мечами
- Орден Святой Анны 2-й ст. с мечами
- Медаль дроздовцам за поход Яссы-Дон
- Медаль «В память 300-летия царствования дома Романовых»